# Constitution de l'Indiana
L'État américain de l’Indiana a eu deux constitutions. La première fut créée lorsque le Territoire de l'Indiana envoya quarante-trois délégués à la convention constitutionnelle du 10 juin 1816 réaliser la constitution de l'État, dont la création avait été autorisée par le Congrès des États-Unis ; elle fut acceptée à 33 contre 8 voix, sans être soumise au peuple. Cette constitution empruntait de manière importante aux autres constitutions des États, en particulier à celles de la Virginie, de l'Ohio et du Kentucky. La constitution actuelle est celle de 1851, avec de nombreux amendements.